# Aghamore
Aghamore (irsky Achadh Mór) je townland v hrabství Leitrim v Irsku. Nachází se u dálnice N4 mezi obcemi Dromod a Drumsna.
V obci se nachází základní škola Annaduff Mixed National School a římskokatolický Kostel sv. Marie postavený roku 1839. Obec přísluší k farnosti Annaduff, jež je součástí diecéze Ardagh a Clonmacnoise.
Jméno vesnice lze z irštiny přeložit jako „velké pole“.